# 원격 지원
정보기술(IT)에서 원격 지원(遠隔支援) 또는 리모트 서포트(remote support) 도구는 IT 기술자 또는 지원 담당자가 인터넷을 통해 자신의 콘솔에서 원격 컴퓨터에 연결하여 원격 시스템에서 직접 작업할 수 있도록 하는 IT 도구 및 소프트웨어이다. 원격 지원 애플리케이션의 주요 초점은 전 세계 어디에든 있는 컴퓨터에 대한 액세스이지만, 파일 전송, 데스크톱 공유, 파일 동기화, 명령줄 또는 게스트 접근성 등의 기능도 제공한다.

## 개인정보 보호
개인정보 보호는 사용자에게도 중요한 관심사이다. 원격 지원 세션에서 가장 많이 사용되는 도구 중 일부는 데스크톱 공유를 허용하는 도구이다. 일반적으로 무인 지원이라고 하는 것을 제공할 수도 있다(기술자가 클라이언트 컴퓨터에 물리적으로 가까이 있지 않아도 클라이언트 컴퓨터에 대한 전체 원격 액세스 권한이 부여됨).
이러한 서비스 및 공급업체에 대한 절대적인 신뢰의 필요성은 이 기술이 대중 마케팅 지위를 달성하는 데 가장 큰 장애물로 간주된다. 비록 많은 연구에서 5건의 기술적 발생 중 4건이 원격으로 해결될 수 있다고 지적하더라도 말이다.

## 장점
원격 지원 기술은 헬프데스크 센터의 비용을 절감하는 것을 목표로 한다. 예를 들어, 운송 관련 비용이 즉시 절감된다.
현대 기술은 원격 지원을 사용하는 기술자가 마치 물리적으로 옆에 있는 것처럼 고객을 지원할 수 있도록 해준다. 라이브 채팅, VoIP 및 데스크톱 공유와 같은 기술 및 도구는 원격 시스템에 직접 개입할 수 있도록 해준다.

## AR 원격 지원
증강 현실(AR) 원격 지원은 실시간 비디오와 사용자의 시야에 나타나는 공간 주석(화살표, 3D 개체, 강조 표시)을 결합하여 유지 보수, 검사 및 교육을 위한 더 빠른 문제 해결, 핸즈프리 안내 및 재사용 가능한 지식 캡처를 가능하게 한다.

### 일부 서비스 공급업체
- 팀뷰어 (TeamViewer Frontline / Pilot)
- VSight (VSight Remote)
- 마이크로소프트 다이내믹스 365 원격 지원
- 애니데스크
- Zoho Assist

## 같이 보기
- 파일 전송
- 파일 동기화